# Sieć (geometria)
Siecią {\displaystyle {\mathcal {S}}=(P,L^{1},L^{2},L^{3})} nazywa się układ czterech zbiorów: {\displaystyle P,} {\displaystyle L^{1},} {\displaystyle L^{2},} {\displaystyle L^{3},} w których:
- elementy zbioru {\displaystyle P} nazywa się punktami,
- elementy zbiorów {\displaystyle L^{1},} {\displaystyle L^{2},} {\displaystyle L^{3}} nazywa się krzywymi (a same zbiory rodzinami krzywych),
- między punktami i krzywymi określona jest relacja incydencji wyrażana zwrotami: punkt leży na krzywej, krzywa przechodzi przez punkt,
- przez każdy punkt zbioru {\displaystyle P} przechodzi dokładnie jedna krzywa każdej rodziny krzywych,
- dwie proste należące do różnych rodzin krzywych przecinają się w dokładnie jednym punkcie zbioru {\displaystyle P}[1][2].

## Sieci na płaszczyźnie
Jeśli punkty są punktami płaszczyzny, a krzywe są krzywymi na płaszczyźnie, to rodziny krzywych {\displaystyle L^{1}} i {\displaystyle L^{2}} mogą być przekształcone przy pomocy homeomorfizmu płaszczyzny na rodziny sieci prostych równoległych do osi układu współrzędnych, czyli z dokładnością do deformacji homeomorficznej tworzą sieć współrzędnych na płaszczyźnie. Wtedy krzywe trzeciej rodziny {\displaystyle L^{3}} są poziomicami pewnej funkcji {\displaystyle z=f(x,y)}.

## Przykłady

Punktami sieci regularnej są punkty płaszczyzny. Każda z prostych: i (proste zielone) generuje rodzinę prostych do niej równoległych, jedną z rodzin sieci. Związaną z tą siecią quasi-grupą jest zbiór punktów prostej różowej z odpowiednio zdefiniowanym mnożeniem.

- Najprostszą siecią jest sieć regularna, w której zbiór {\displaystyle P} jest zbiorem punktów płaszczyzny, a rodziny prostych są zbiorami prostych równoległych do każdej z osi współrzędnych na płaszczyźnie oraz pewnej prostej pochyłej do obu osi[3].
- Sieci związane są z quasi-grupami – jednym z rodzajów algebr uniwersalnych. Każdej quasi-grupie odpowiada pewna sieć i na odwrót, każdej sieci odpowiada pewna quasi-grupa, nazywana quasi-grupą współrzędnych sieci. Mnożenie punktów {\displaystyle D} i {\displaystyle E} w quasi-grupie składającej się z punktów prostej różowej (na rysunku) jest zdefiniowane następująco (patrz rysunek):
  - przez punkty {\displaystyle D} i {\displaystyle E} prowadzi się proste równoległe odpowiednio do prostych {\displaystyle a} i {\displaystyle b,} które przecinają się w punkcie {\displaystyle G.}
  - przez punkt {\displaystyle G} prowadzi się prostą równoległą do prostej {\displaystyle c,} która przecina prostą różową w punkcie {\displaystyle F.} Punkt {\displaystyle F} jest iloczynem punktów {\displaystyle D} i {\displaystyle E.}
- Każdej quasi-grupie można przyporządkować pewną sieć {\displaystyle S.} Niech {\displaystyle G} będzie quasi-grupą. Wtedy:
  - punktami sieci są pary uporządkowane {\displaystyle (a,b)} elementów zbioru {\displaystyle G,}
  - rodzinami prostych są zbiory symboli {\displaystyle L^{i}=\{l_{a}^{i}:a\in G\}} dla i = 1, 2, 3,
  - punkt {\displaystyle (a,b)} należy do symboli {\displaystyle l_{a}^{1},l_{b}^{2},l_{ab}^{3};} zatem przez każdy punkt przechodzi dokładnie jedna prosta każdej rodziny,
  - proste {\displaystyle l_{a}^{1},l_{b}^{2}} przecinają się w punkcie {\displaystyle (a,b);} proste {\displaystyle l_{a}^{1},l_{c}^{3}} przecinają się w punkcie {\displaystyle (a,c\backslash a);} proste {\displaystyle l_{b}^{2},l_{c}^{3}} przecinają się w punkcie {\displaystyle (c/b,b)}[4].

Wtedy quasi-grupa {\displaystyle G} jest quasi-grupą współrzędnych sieci {\displaystyle S.}